# Iván Böszörményi-Nagy
Iván Böszörményi-Nagy (Budapeste, 19 de maio de 1920 - Glenside, EUA, 28 de janeiro de 2007) foi um psiquiatra húngaro-americano. Desenvolveu a abordagem contextual de psicoterapia familiar e individual, envolvendo as dimensões individual, interpessoal, existencial e sistêmica da vida familiar.